# La Diana
Pour les articles homonymes, voir Diana.
La Diana est une société savante fondée le 29 août 1862. Elle se définit comme la société historique et archéologique du Forez, une ancienne province de France, qui correspond approximativement au département de la Loire actuel à la fin de l'Ancien Régime. Son siège est situé à Montbrison (Loire) où elle gère notamment une bibliothèque ainsi qu'un musée archéologique (labellisé musée de France), actuellement fermé au public.

## Historique
Le nom de Diana vient de Doyenné, decanatus, qui s'est modifié au cours du temps. La tradition veut que la salle de La Diana ait été construite à la fin du XIIIe siècle pour servir de lieu de fête au comte de Forez Jean Ier à l'occasion de son mariage avec Alix de Viennois, en 1296. Récemment une étude des blasons de la voûte héraldique émet une hypothèse : la salle aurait été décorée pour recevoir Louis le Hutin, fils de Philippe le Bel, préparant le concile de Vienne et le rattachement de la ville de Lyon au royaume de France.
Fondée en 1862 par le duc de Persigny, la Diana est une société savante encore très active aujourd'hui, elle publie son bulletin plusieurs fois par an depuis 1876.
La société tient ses assemblées à Montbrison dans une salle héraldique du XIVe siècle, rénovée par Eugène Viollet-le-Duc appelée Salle de La Diana.

Salle héraldique de la Diana
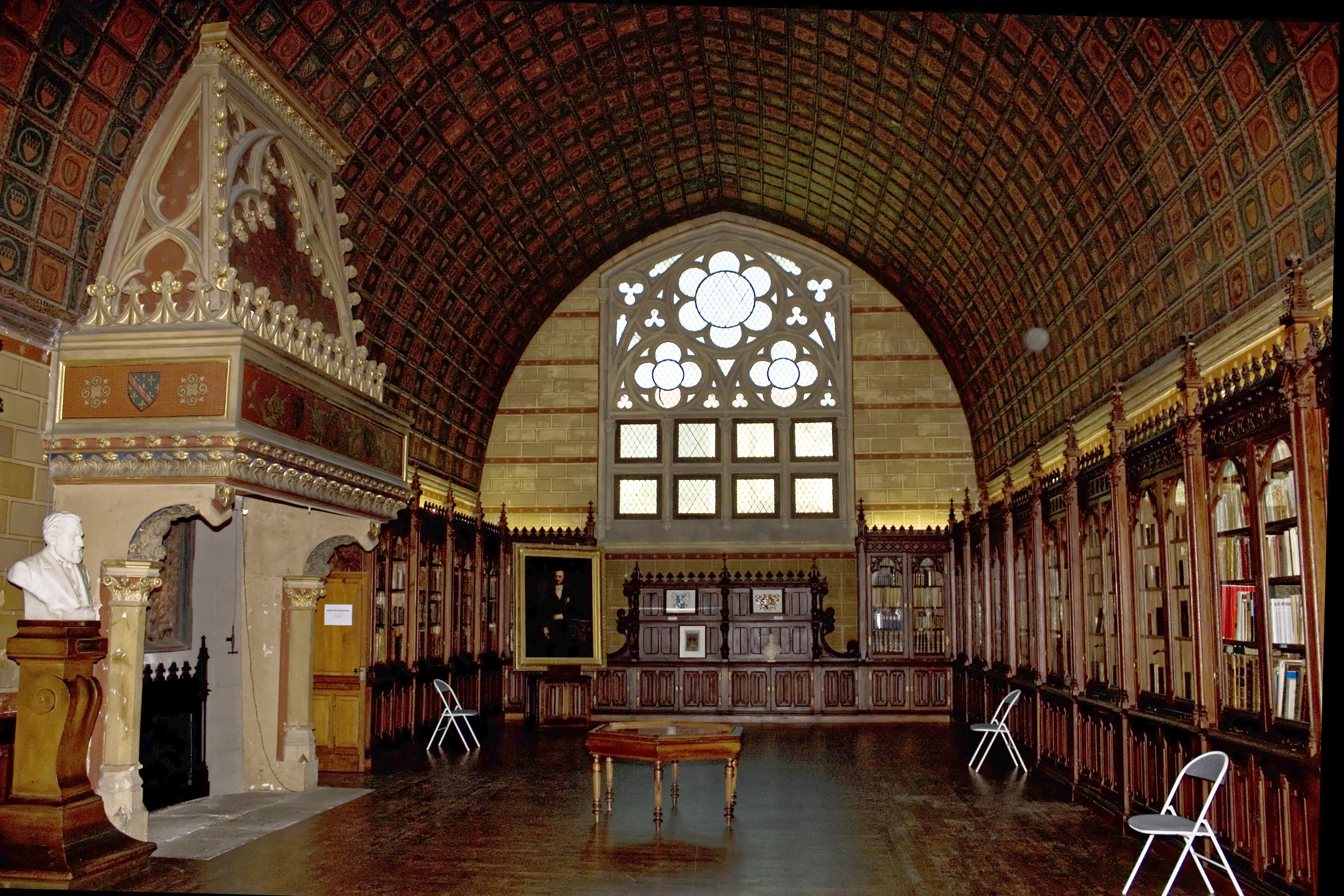
Salle de réunion et bibliothèque
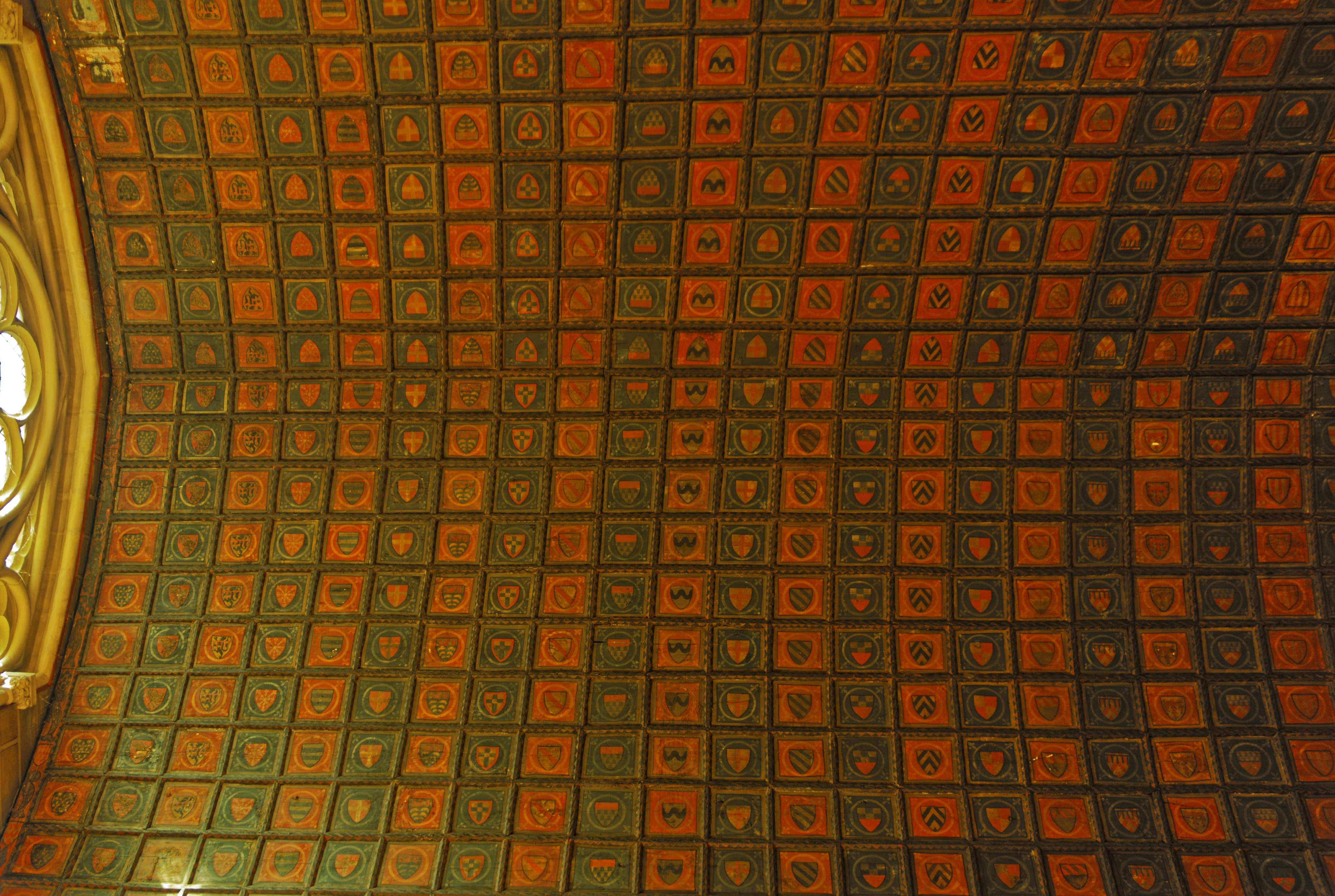
Le plafond
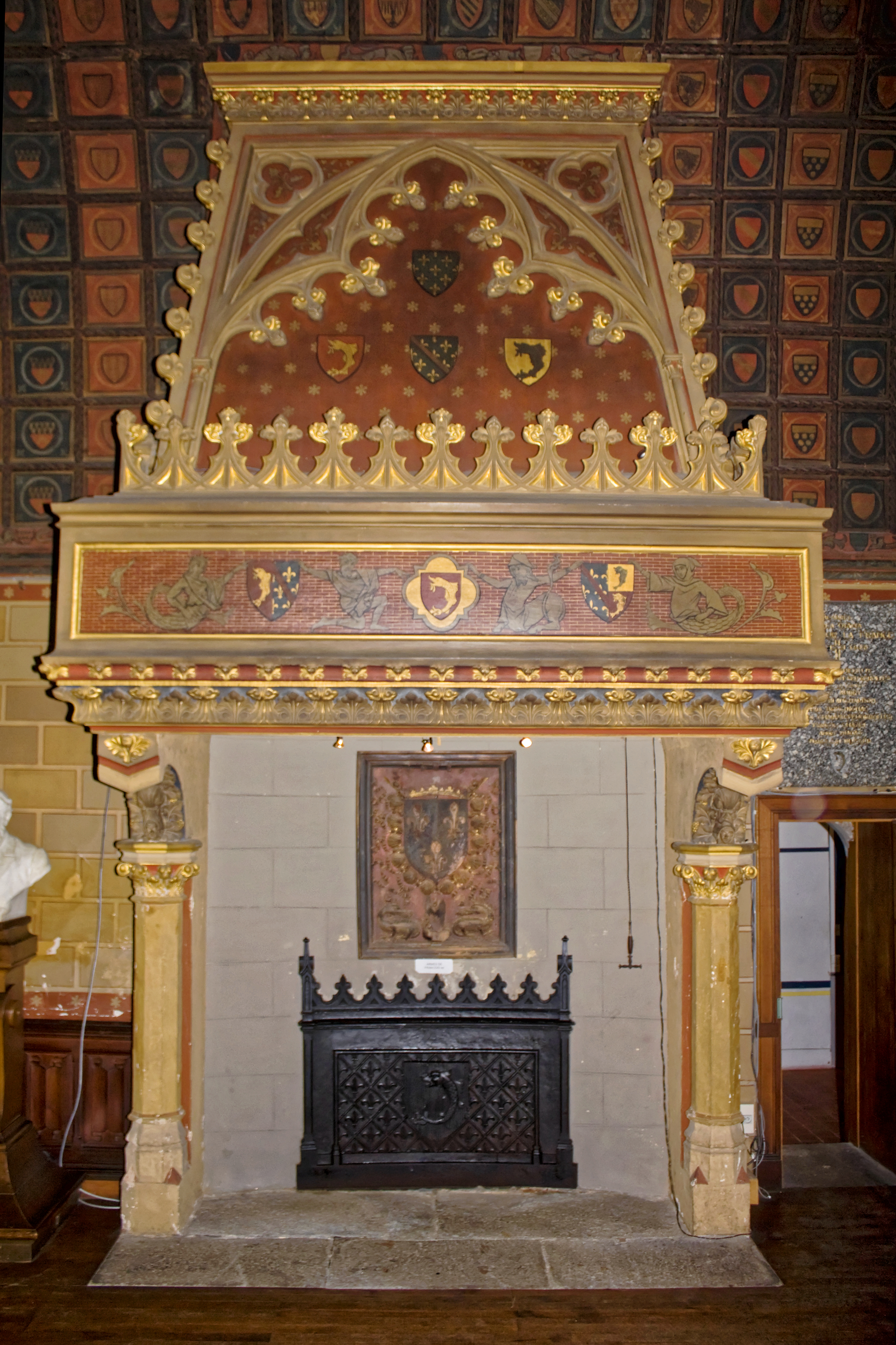
La cheminée

## Objectifs et actions
La Diana en tant que société historique et archéologique du Forez mène des recherches sur l'histoire de cette ancienne province.
La Diana édite un bulletin trimestriel qui fait connaitre les recherches de ses membres sur l'histoire et l'archéologie de l'ancien comté de Forez. Elle possède plusieurs monuments historiques, dont deux châteaux. Elle conserve des archives et une bibliothèque, ainsi qu'un musée d'archéologie, ouverts au public.
La Diana anime différents ateliers ou chantiers dans les domaines de :
- la calligraphie ;
- la céramique ;
- l'héraldique ;
- le livre ;
- les maquettes.

Elle dirige également des chantiers archéologiques ouverts en juillet aux plus de 18 ans.
La Diana organise des visites-découvertes des monuments de la région.
En 2009, La Diana a fêté le centenaire de l'achat du château de la Bâtie d'Urfé, qui fut réalisé grâce à une souscription auprès de ses membres. Cette demeure d'époque Renaissance unique en son genre fut bâtie pour Claude d'Urfé, proche d'Anne de Montmorency et compagnon de François Ier de France. Il fut entre autres fonctions son ambassadeur au concile de Trente. Les décors intérieurs sont inspirés de l'Italie, notamment la grotte de fraîcheur.

## Présidents
- 1862-1870 : Victor de Persigny
- 1870-1879 : Philippe Testenoire-Lafayette
- 1879-1896 : Léon de Poncins
- 1896-1907 : Camille de Meaux
- 1908-1919 : Raoul Chassain de La Plasse
- 1919-1928 : Victor de Boissieu
- 1928-1942 : Noël Thiollier
- 1942-1965 : Henri de Rochetaillée
- 1965-1991 : Olivier de Sugny
- 1991-2005 : Maurice de Meaux
- 2005-2014 : Jean-François David de Sauzéa[2]
- 2014-2024 : Noël de Saint-Pulgent[5]
- 2024- : Martine Font

## Musée
Ses collections incluent un bloc de calcaire gravé découvert en 1879 à Bussy-Albieux (environ 6 km au nord de Boën-sur-Lignon) dans les gravats de démolition de l'ancienne l'église du village, sous le pavé de l'église. L'inscription mentionne entre autres le nom en toutes lettres « DEAE SEGETAE », ce qui confirme l'interprétation dans ce sens que certains ont donnée à l'inscription « DEAE • SEG • F » du poids trouvé à Feurs en 1525 - d'autres auteurs voulant voir dans cette dernière inscription le nom des « Seg(usiavi) ».

## Festival d'histoire
La Diana organise une exposition, un colloque, des films tous les deux ans, ainsi qu'un bilan l'année suivante :
- 2016 : Boire et manger, une histoire culturelle
- 2018 : L’eau, source de vie
- 2021 : Limites et frontières
- 2023 : Les paysans et leurs animaux.

## Château de Couzan
Le château de Couzan est une ruine située à Sail-sous-Couzan, rachetée par La Diana en 1932, qui en a la gestion depuis cette date.